# Фелікс Баденхорст
Фелікс Баденхорст (англ. Felix Badenhorst, 2 червня 1989) — футболіст збірної Есватіні, атакувальний півзахисник збірної і футбольного клубу «Манзіні Вондерерс».